# 善峯寺
善峯寺（よしみねでら）是位在日本京都府京都市西京區的天台宗系單立寺院。山號「西山」（にしやま）。本尊千手觀世音菩薩、開基（創立者）為源算。過去有許多來自青蓮院的法親王入山，而被稱作「西山門跡」。

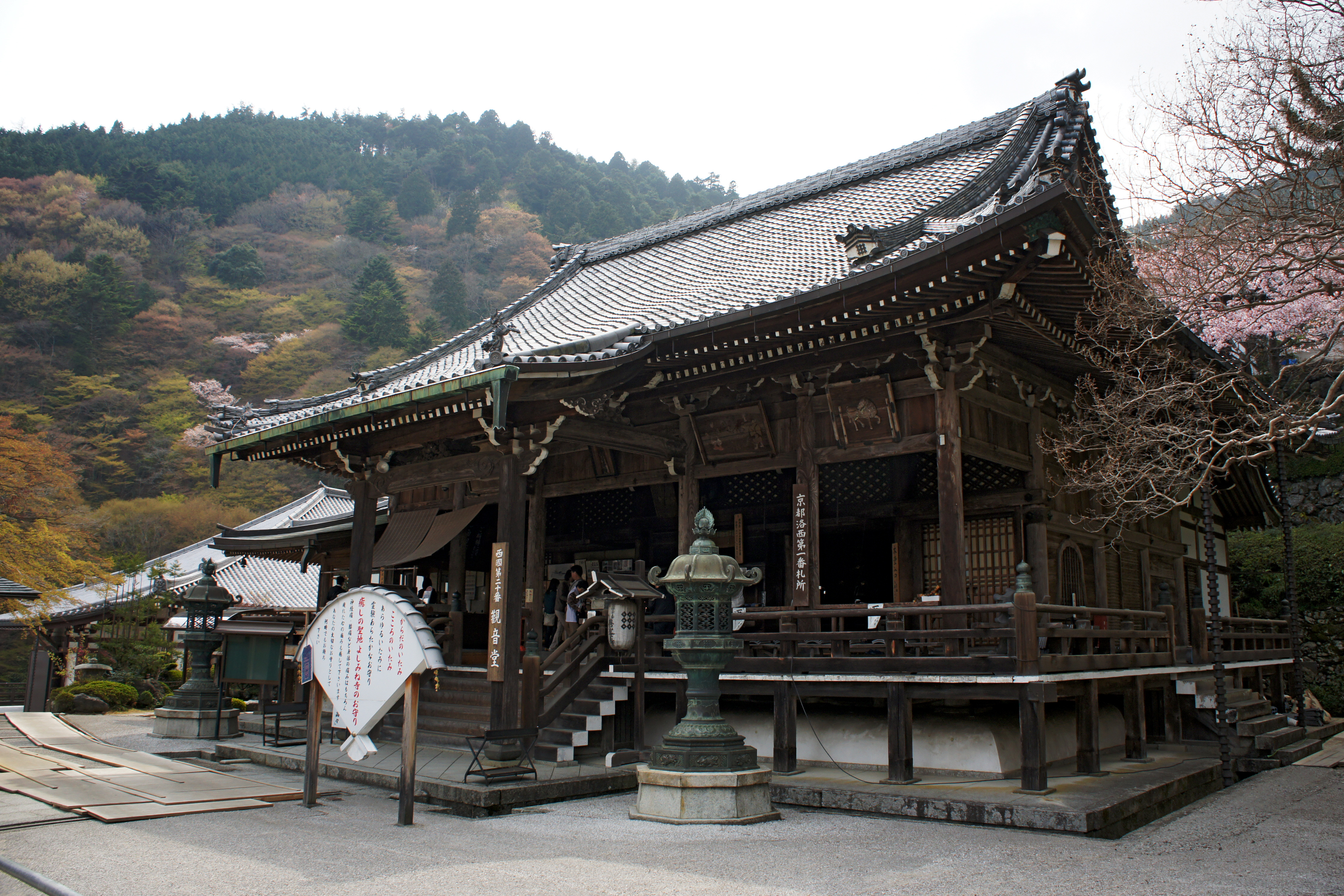
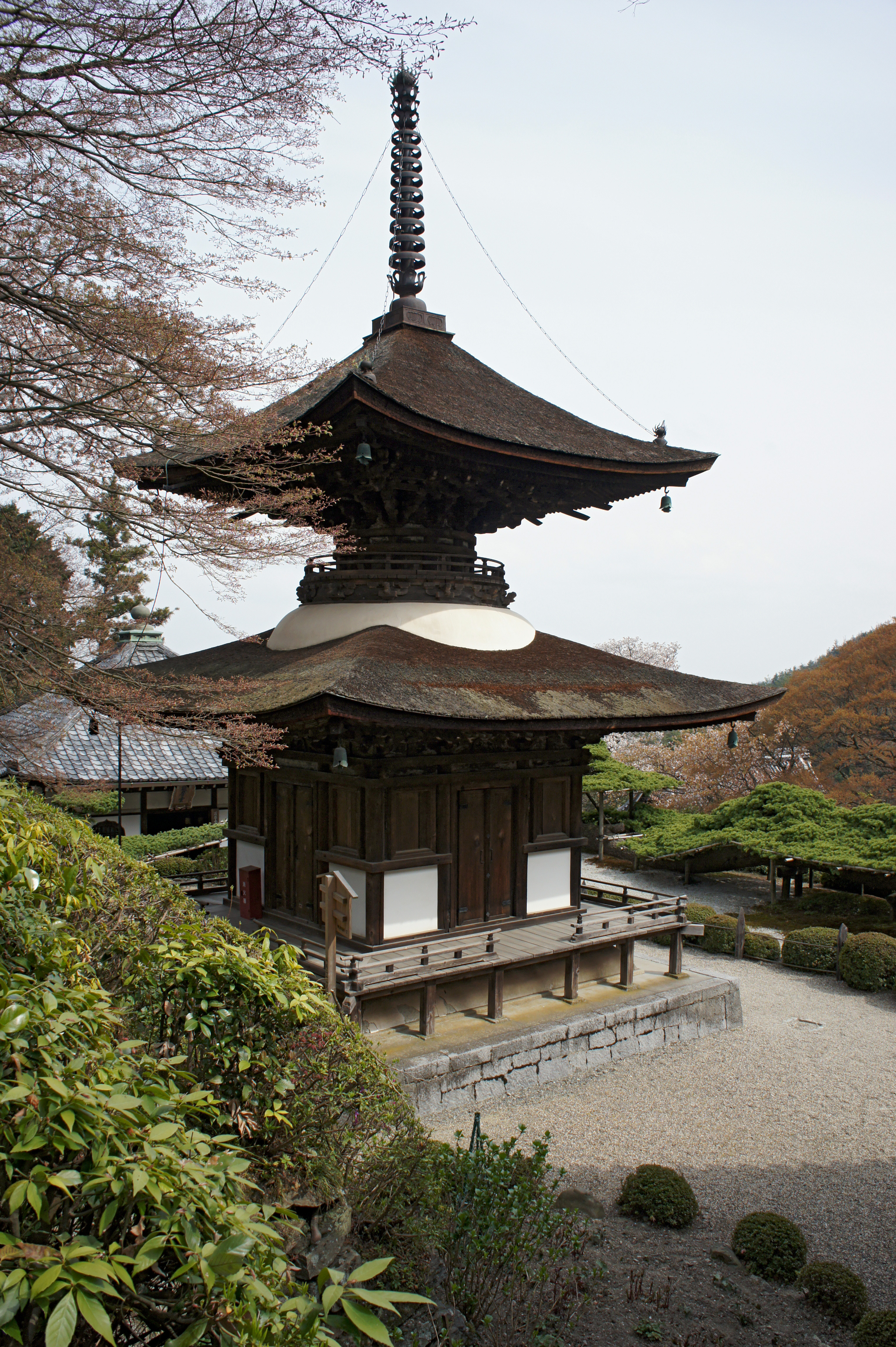
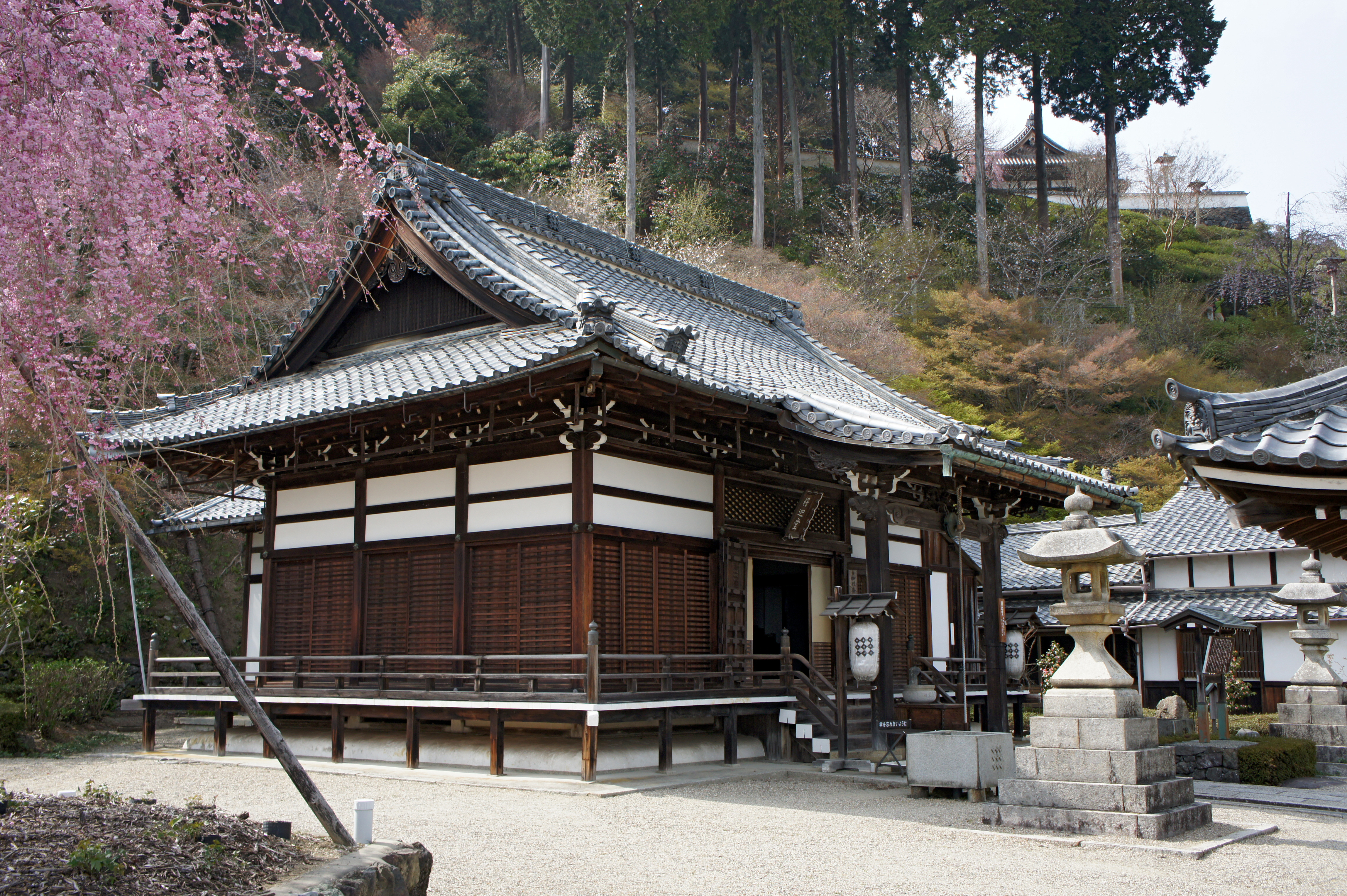
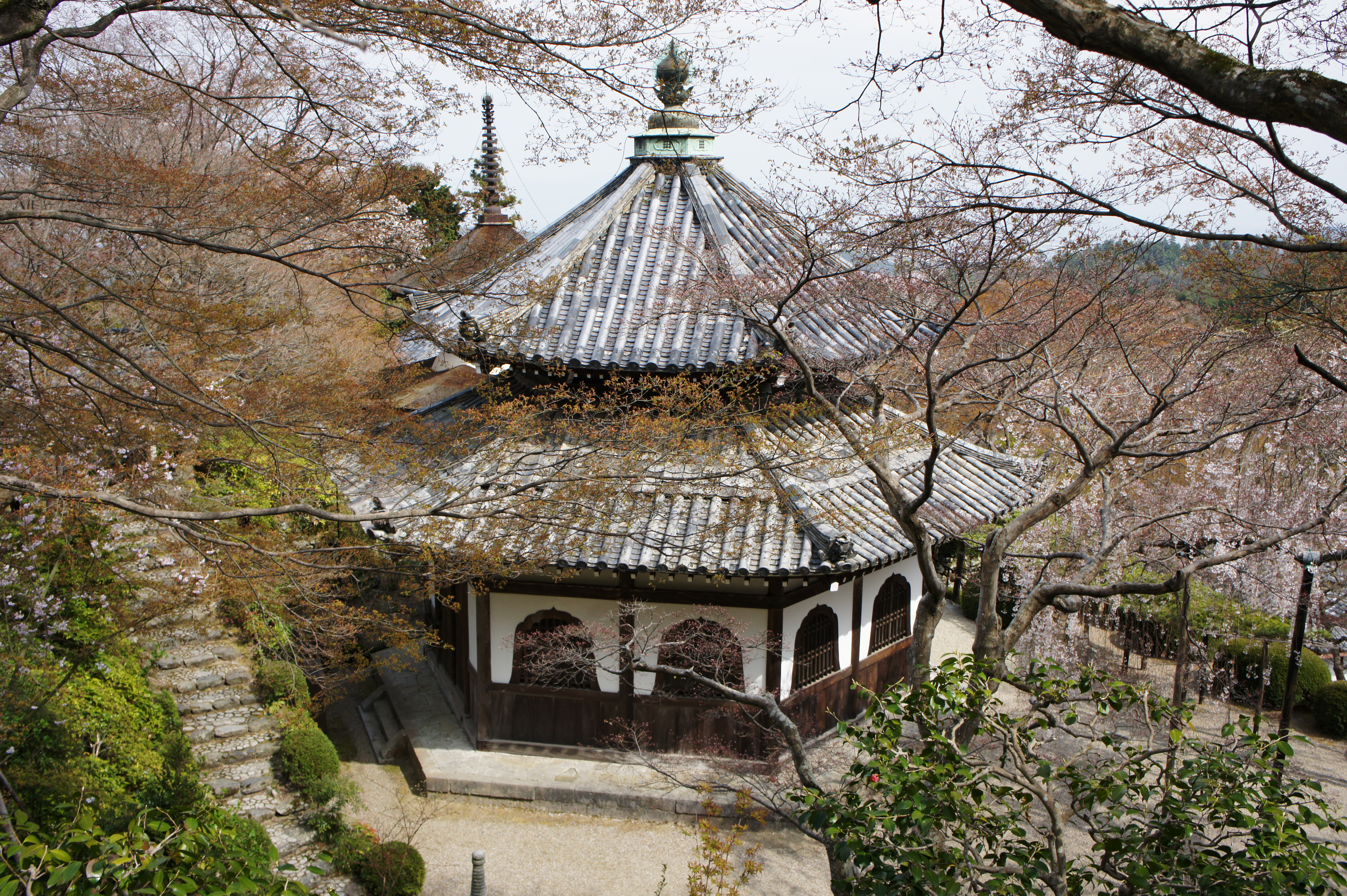

## 關連項目
- 門跡
- 桂昌院

## 外部連結
- 善峯寺（页面存档备份，存于）